# 38 Leda
38 Leda (mednarodno ime je tudi 38 Leda, starogrško starogrško Λήδα: Léda) je velik in temen asteroid tipa C v glavnem asteroidnem pasu. 

## Odkritje
Asteroid je odkril Jean Chacornac (1823 – 1873) 12. januarja 1856. Ime je dobil po Ledi, materi Helene iz grške mitologije. 

## Lastnosti
Asteroid Leda obkroži Sonce v 4,54 letih. Njegova tirnica ima izsrednost 0,152, nagnjena pa je za 6,955° proti ekliptiki. Njegov premer je 115,9 km, okrog svoje osi pa se zavrti v 12,84 urah.